# 埃夫勒的路易
埃夫勒的路易（法語：Louis d'Évreux，1276年5月3日—1319年5月19日），法國國王腓力三世之子，埃夫勒伯爵。

## 家庭
1301年，路易與阿圖瓦的瑪格麗特結婚，兩人共有2子2女：
1. 瑪麗（1303年—1335年）
2. 查理（英语：Charles d'Évreux）（1305年—1336年）
3. 腓力三世（1306年—1343年）
4. 讓娜（1310年—1371年）